# L-функција
L-функције се истражују у аналитичкој теорији бројева и сродним математичким областима. Прототипски пример L-функције је Риманова зета-функција. L-функције деле фундаменталне особине са Римановом зета-функцијом, те представљају њене генерализације.
Теорија L-функција постала је веома значајан, и још увек у великој мери конјектуралан, део савремене аналитичке теорије бројева. У оквиру ове теорије, конструишу се широке генерализације Риманове зета-функције и L-редова за Дирихлеов карактер, а њихова општа својства, у већини случајева још увек ван домашаја доказа, систематски се излажу. Због формуле Ојлеровог производа, постоји дубока веза између L-функција и теорије простих бројева.
Фундаменталне особине које L-функције деле са Римановом зета-функцијом укључују:
- У одређеном делу комплексне равни, L-функција се поклапа са Дирихлеовим редом и Ојлеровим производом, који обоје апсолутно конвергирају.
- L-функција, која је првобитно дефинисана само у том делу равни, може се аналитички наставити у мероморфну функцију на целој комплексној равни.
- Настављена L-функција задовољава функционалну једначину одређеног типа.

На основу темељних радова Леонарда Ојлера (1707–1783) на функцији која се данас назива Риманова зета-функција, математичари Бернхард Риман (1826–1866), Петер Густав Дирихле (1805–1859), Рихард Дедекинд (1831–1916), Ерих Хеке (1887–1947) и Емил Артин (1898–1962) истраживали су основне подкласе L-функција, које данас носе њихова имена.
Истраживање у циљу проналажења опште и јединствене дефиниције појма „L-функција”, која би омогућила доказивање жељених и делимично још недоказаних својстава, још увек није завршено. Штавише, један од важних циљева аналитичке теорије бројева јесте да се разјасни најсмисленија дефиниција овог појма. У том правцу, Атле Селберг (1917–2007) је 1989. године предложио аксиоматску дефиницију класе свих L-функција, која данас носи назив „Селбергова класа”. Да ли овај или други предлози дефиниције већ обухватају сва пожељна својства L-функција и искључују непожељна, још увек није коначно разјашњено. Математичке претпоставке (тј. недоказане, али сматране вероватним или пожељним изјаве о својствима L-функција) и даље обликују теорију L-функција, која стога остаје област интензивних математичких истраживања.
Појмови „L-функција” и „зета-функција” се често користе синонимно. Ипак, не спадају све математичке функције чији назив садржи појам „зета-функција” у L-функције. На пример, примзета-функција не спада у L-функције, јер се не може аналитички наставити на целу комплексну раван.

## Дефиниција
Као што је поменуто у уводу, још увек не постоји општа, јединствена и широко прихваћена дефиниција појма „L-функција”. Наредни приступ дефиницији следи онај који су дали математичари Хенрик Ивањец и Емануел Ковалски у свом уџбенику о аналитичкој теорији бројева. Овај приступ је местимично апстрактан и непотпун у смислу да не прецизира „аритметичке објекте” којима додељује „L-функцију”, као ни тачан механизам те доделе. Међутим, он обухвата својства која се генерално очекују од L-функција и омогућава објашњење кључних карактеристика ових функција. Такође, уводе се и други основни појмови теорије L-функција.
Нека је {\displaystyle \textstyle f} — у оквиру ове апстрактне дефиниције неспецификован — аритметички објекат, нпр. Дирихлеов карактер или алгебарски бројни поље. Овом аритметичком објекту {\displaystyle \textstyle f} придружена је функција {\displaystyle \textstyle L(f,s)}, која пресликава комплексне аргументе {\displaystyle \textstyle s\in \mathbb {C} } у комплексне вредности. Ивањец и Ковалски називају такву функцију {\displaystyle \textstyle L(f,s)} L-функцијом ако су објекту {\displaystyle \textstyle f} придружени следећи математички објекти (видети Д-1 до Д-6) који испуњавају наведене услове (видети У-1 до У-9):
Д-1Дирихлеов ред и Ојлеров производ: Аритметичком објекту {\displaystyle \textstyle f} придружени су Дирихлеов ред, који се назива и L-ред,
{\displaystyle \sum _{n\in \mathbb {N} }\lambda (f,n)n^{-s}},
и Ојлеров производ:
{\displaystyle \prod _{p\in \mathbb {P} }(1-\alpha _{1}(f,p)p^{-s})^{-1}\cdot \ldots \cdot (1-\alpha _{d}(f,p)p^{-s})^{-1}}.
Притом је {\displaystyle \textstyle \lambda (f,n)\in \mathbb {C} } за све природне бројеве {\displaystyle \textstyle n\in \mathbb {N} } и {\displaystyle \textstyle \lambda (f,1)=1}. {\displaystyle \textstyle \mathbb {P} } симболизује скуп свих простих бројева. Природан број {\displaystyle \textstyle d\in \mathbb {N} } назива се степен Ојлеровог производа или степен L-функције {\displaystyle \textstyle L(f,s)}. За сваки прост број {\displaystyle \textstyle p} и свако {\displaystyle \textstyle i\in \{1,\ldots ,d\}}, {\displaystyle \textstyle \alpha _{i}(f,p)\in \mathbb {C} }. Комплексни бројеви {\displaystyle \textstyle \alpha _{i}(f,p)} називају се локални корени или локални параметри од {\displaystyle \textstyle L(f,s)} у {\displaystyle p}. За дато {\displaystyle p\in \mathbb {P} }, израз
{\displaystyle (1-\alpha _{1}(f,p)p^{-s})^{-1}\cdot \ldots \cdot (1-\alpha _{d}(f,p)p^{-s})^{-1}},
тј. {\displaystyle p}-ти фактор у Ојлеровом производу, назива се Ојлеров фактор од {\displaystyle L(f,s)} у {\displaystyle p}.
Д-2Гама-фактор: Објекту {\displaystyle \textstyle f} је такође придружен гама-фактор
{\displaystyle \gamma (f,s)=\pi ^{-ds/2}\prod _{j=1}^{d}\Gamma \left({\frac {s+\kappa _{j}}{2}}\right)}
где је {\displaystyle \textstyle \Gamma } гама-функција, {\displaystyle \textstyle \pi } број пи, а {\displaystyle \textstyle d} горе поменути степен L-функције. Параметри {\displaystyle \textstyle \kappa _{j}} су комплексни бројеви. Они се називају локални параметри од {\displaystyle \textstyle L(f,s)} у бесконачности или на бесконачној простој тачки.
Д-3Кондуктор: Објекту {\displaystyle \textstyle f} је такође придружен природан број
{\displaystyle q(f)\in \mathbb {N} },
који се назива кондуктор (водич) од {\displaystyle \textstyle L(f,s)}. Прости бројеви {\displaystyle p\in \mathbb {P} } који не деле {\displaystyle \textstyle q(f)} називају се неразгранати у односу на {\displaystyle \textstyle L(f,s)}.
Д-4Комплетирана L-функција: Помоћу Дирихлеовог реда, гама-фактора и кондуктора који су придружени {\displaystyle \textstyle f}, дефинише се комплетирана L-функција од {\displaystyle \textstyle f}:
{\displaystyle \Lambda (f,s)=q(f)^{s/2}\gamma (f,s)L(f,s).}
Д-5Коренски број: Објекту {\displaystyle \textstyle f} је такође придружен комплексан број
{\displaystyle \epsilon (f)\in \mathbb {C} }
који се назива коренски број од {\displaystyle \textstyle L(f,s)}.
Д-6Дуални аритметички објекат: На крају, {\displaystyle \textstyle f} је придружен још један аритметички објекат, који у оквиру ове апстрактне дефиниције није ближе специфициран. Он се назива дуал од {\displaystyle \textstyle f} и означава са {\displaystyle \textstyle {\bar {f}}}. Као и у случају {\displaystyle \textstyle f}, и {\displaystyle \textstyle {\bar {f}}} су придружени Дирихлеов ред, Ојлеров производ, гама-фактор, кондуктор и комплетирана L-функција. Ако је {\displaystyle \textstyle f={\bar {f}}}, онда се {\displaystyle \textstyle L(f,s)} назива самодуалном, што значи да је {\displaystyle \textstyle \lambda (f,n)\in \mathbb {R} } за све {\displaystyle \textstyle n\in \mathbb {N} }.
Наведени објекти придружени аритметичком објекту {\displaystyle \textstyle f} морају задовољити следеће услове да би {\displaystyle \textstyle L(f,s)} била L-функција према Ивањецу и Ковалском:
- У-1: Апсолутна вредност локалних параметара у {\displaystyle \textstyle p}: За сваки прост број {\displaystyle \textstyle p} и свако {\displaystyle \textstyle i\in \{1,\ldots ,d\}} важи {\displaystyle \textstyle |\alpha _{i}(f,p)|<p}.
- У-2: Вредности локалних параметара за неразгранато {\displaystyle \textstyle p}: За све просте бројеве {\displaystyle \textstyle p} који су неразгранати у односу на {\displaystyle \textstyle L(f,s)}, и за свако {\displaystyle \textstyle i\in \{1,\ldots ,d\}}, важи {\displaystyle \textstyle \alpha _{i}(f,p)\neq 0}.
- У-3: Захтеви за локалне параметре у бесконачности: Параметри {\displaystyle \textstyle \kappa _{j}} су или реални или се појављују у комплексно коњугованим паровима у гама-фактору {\displaystyle \textstyle \gamma (f,s)}. Такође, {\displaystyle \textstyle \Re (\kappa _{j})>-1} за свако {\displaystyle \textstyle j\in \{1,\ldots ,d\}}. Овај последњи услов осигурава да {\displaystyle \textstyle \gamma (f,s)} нема нула у {\displaystyle \textstyle \mathbb {C} } и нема полова са {\displaystyle \textstyle \Re (s)\geq 1}. {\displaystyle \textstyle \Re } означава реални део комплексног броја.
- У-4: Апсолутна конвергенција Дирихлеовог реда и Ојлеровог производа: И Дирихлеов ред и Ојлеров производ, придружени {\displaystyle \textstyle f}, апсолутно конвергирају за {\displaystyle \textstyle \Re (s)>1}.
- У-5: Подударност L-функције, Дирихлеовог реда и Ојлеровог производа у комплексној полуравни: L-функција, Дирихлеов ред и Ојлеров производ, придружени {\displaystyle \textstyle f}, поклапају се у комплексној полуравни {\displaystyle \textstyle \Re (s)>1}:

{\displaystyle L(f,s)=\sum _{n\in \mathbb {N} }\lambda (f,n)n^{-s}=\prod _{p\in \mathbb {P} }(1-\alpha _{1}(f,p)p^{-s})^{-1}\cdot \ldots \cdot (1-\alpha _{d}(f,p)p^{-s})^{-1}.}
- У-6: Аналитички наставак и полови: Из услова које мора задовољити Дирихлеов ред придружен {\displaystyle \textstyle f} следи холоморфност комплетиране L-функције {\displaystyle \textstyle \Lambda (f,s)} у полуравни {\displaystyle \textstyle \Re (s)>1}. Међутим, она мора имати и аналитички наставак у мероморфну функцију реда 1 на целом {\displaystyle \mathbb {C} }, која има полове највише у {\displaystyle \textstyle s=0} и {\displaystyle \textstyle s=1}.
- У-7: Апсолутна вредност коренског броја: Коренски број {\displaystyle \textstyle \epsilon (f)\in \mathbb {C} } има апсолутну вредност 1. Дакле: {\displaystyle \textstyle |\epsilon (f)|=1}.
- У-8: Захтеви за објекте придружене дуалу од {\displaystyle \textstyle f}: Што се тиче дуала {\displaystyle \textstyle {\bar {f}}} од {\displaystyle \textstyle f}, мора важити: {\displaystyle \textstyle \lambda ({\bar {f}},n)={\overline {\lambda (f,n)}}} за све {\displaystyle \textstyle n\in \mathbb {N} }, као и {\displaystyle \textstyle \gamma ({\bar {f}},s)=\gamma (f,s)} и {\displaystyle \textstyle q({\bar {f}})=q(f)}. То значи: у Дирихлеовом реду придруженом {\displaystyle \textstyle {\bar {f}}}, {\displaystyle \textstyle \lambda }-коефицијенти су комплексно коњуговани бројеви {\displaystyle \textstyle \lambda }-коефицијената у Дирихлеовом реду придруженом {\displaystyle \textstyle f}. Гама-фактори и кондуктори придружени {\displaystyle \textstyle f} и {\displaystyle \textstyle {\bar {f}}} се поклапају.
- У-9: Функционална једначина: Две комплетиране L-функције, придружене {\displaystyle \textstyle f} и {\displaystyle \textstyle {\bar {f}}}, задовољавају функционалну једначину

{\displaystyle \Lambda (f,s)=\epsilon (f)\Lambda ({\bar {f}},1-s)}
за све {\displaystyle \textstyle s\in \mathbb {C} }.
Дефиниција Ивањеца и Ковалског одражава чињеницу да се функција која се сматра L-функцијом обично појављује као придруживање L-функције неком математичком објекту (нпр. Дирихлеов карактер, алгебарско поље бројева). Њихов приступ је апстрактан и непотпун јер оставља отвореним питање шта су тачно ти математички објекти и како се то придруживање врши.
Без позивања на друге математичке објекте, приступ норвешко-америчког математичара Атле Селберга из 1989. године је другачији. У неапстрактној, јединственој дефиницији, он специфицира подскуп скупа свих Дирихлеових редова чији елементи морају задовољити одређена својства: апсолутна конвергенција, аналитички наставак, функционална једначина, Рамануџанова претпоставка и Ојлеров производ. Овај подскуп се данас назива Селберговом класом.
Најважнија хипотеза и мотивациони оквир за дефиницију Селбергове класе је такозвана Велика Риманова хипотеза. Примењена на Селбергову класу, ова хипотеза тврди: ниједна нула аналитичког наставка Дирихлеовог реда у Селберговој класи нема реални део већи од 1/2. Ова хипотеза одговара, у случају (вероватно) најједноставнијег елемента Селбергове класе (Риманов Дирихлеов ред и његов аналитички наставак у Риманову зета-функцију), Римановој хипотези, која до данас није ни доказана ни оборена. Велика Риманова хипотеза до сада није доказана нити оборена ни за један елемент Селбергове класе.
У том светлу треба посматрати и постојеће недостатке у дефиницији појма „L-функција”: жеља је да се појам „L-функција” дефинише тако да L-функције доказиво задовољавају Велику Риманову хипотезу — с друге стране, до сада није било могуће доказати ни најједноставнији случај (Риманова хипотеза за Риманову зета-функцију), што може бити знак недостатка разумевања Риманове зета-функције и тиме отежава јединствену дефиницију генерализујућег појма „L-функција”.

## Примери L-функција
Овај одељак даје преглед основних примера L-функција.

### Риманова зета-функција
Најједноставнији пример L-функције и истовремено полазна тачка за сваку дефиницију појма „L-функција” је Риманова зета-функција {\displaystyle \textstyle \zeta }.
Један од могућих „аритметичких објеката” {\displaystyle \textstyle f} у смислу дефиниционог приступа Ивањеца и Ковалског, коме се ова L-функција може придружити, јесте поље {\displaystyle \textstyle \mathbb {Q} } рационалних бројева. Њена Дирихлеова редна вредност
{\displaystyle \sum _{n\in \mathbb {N} }{\frac {1}{n^{s}}}\,,}
дакле
{\displaystyle \lambda (\mathbb {Q} ,n)=1}
за све {\displaystyle \textstyle n\in \mathbb {N} }, конвергира за {\displaystyle \textstyle \Re (s)>1} апсолутно. Заједно са својим такође апсолутно конвергентним Ојлеровим производом важи за {\displaystyle \textstyle \Re (s)>1}:
{\displaystyle \zeta (s)=L(\mathbb {Q} ,s)=\sum _{n\in \mathbb {N} }{\frac {1}{n^{s}}}=\prod _{p\in \mathbb {P} }(1-p^{-s})^{-1}.}
Пошто су сви {\displaystyle \textstyle \lambda (\mathbb {Q} ,n)} реални, наиме једнаки 1, {\displaystyle \textstyle \zeta (s)} је самодуална. Дуални објекат од {\displaystyle \textstyle f=\mathbb {Q} } је дакле такође {\displaystyle \textstyle \mathbb {Q} }, те је {\displaystyle \textstyle {\bar {f}}=\mathbb {Q} }.
Степен Ојлеровог производа Риманове зета-функције је
{\displaystyle d=1}.
За њене локалне параметре у {\displaystyle \textstyle p} важи:
{\displaystyle \alpha (\mathbb {Q} ,p)=1}
за све {\displaystyle \textstyle p\in \mathbb {P} }.
Обично се за Риманову зета-функцију користи следећи гама-фактор:
{\displaystyle \gamma (\mathbb {Q} ,s)=\pi ^{-{\frac {s}{2}}}\,\Gamma \left({\frac {s}{2}}\right).}
Локални параметар {\displaystyle \textstyle \kappa } у бесконачности је дакле 0.
Кондуктор од {\displaystyle \textstyle \zeta } је
{\displaystyle \textstyle q(\mathbb {Q} )=1},
тако да комплетирана Риманова зета-функција има облик
{\displaystyle \Lambda (\mathbb {Q} ,s):=\gamma (\mathbb {Q} ,s)L(\mathbb {Q} ,s)=\pi ^{-{\frac {s}{2}}}\,\Gamma \left({\frac {s}{2}}\right)\zeta (s)}
Ова дефиниција је важећа само за {\displaystyle \textstyle \Re (s)>1}, пошто се само у тој полуравни Риманова зета-функција може дефинисати преко свог Дирихлеовог реда или Ојлеровог производа. Међутим, комплетирана Риманова зета-функција има аналитички наставак у мероморфну функцију на целој комплексној равни. Овај наставак је холоморфан осим у две једноставне полне тачке у {\displaystyle \textstyle s=0} и {\displaystyle \textstyle s=1} са резидумима -1 односно 1.
Ако се и настављена, комплетирана Риманова зета-функција означи са {\displaystyle \textstyle \Lambda }, онда она задовољава са коренским бројем
{\displaystyle \epsilon (\mathbb {Q} )=1}
функционалну једначину
{\displaystyle \Lambda (\mathbb {Q} ,s)=\Lambda (\mathbb {Q} ,1-s).}
Тиме и Риманова зета-функција, која је првобитно дефинисана само за {\displaystyle \textstyle \Re (s)>1} преко свог Дирихлеовог реда или Ојлеровог производа, има аналитички наставак у мероморфну функцију на {\displaystyle \mathbb {C} }, која једино у {\displaystyle \textstyle s=1}  није дефинисана, јер тамо има прост пол са резидуумом 1. Ако се задржи ознака {\displaystyle \textstyle \zeta } и за настављену Риманову зета-функцију, она задовољава функционалну једначину
{\displaystyle \pi ^{-{\frac {s}{2}}}\,\Gamma \left({\frac {s}{2}}\right)\zeta (s)=\pi ^{-{\frac {1-s}{2}}}\,\Gamma \left({\frac {1-s}{2}}\right)\zeta (1-s).}
(Аналитички настављена) Риманова зета-функција крије једно од најважнијих питања аналитичке теорије бројева, а то је питање тачне локације њених такозваних нетривијалних нула. Оне се налазе у критичном појасу {\displaystyle \textstyle 0<\Re (s)<1}. Риманова хипотеза из 1859. године — до данас ни доказана нити оповргнута — поставља тезу да све нетривијалне нуле Риманове зета-функције имају реални део 1/2. Доказ ове хипотезе омогућио би посебно добре процене о расподели простих бројева.

### Дирихлеове L-функције
Најближи сродници Риманове зета-функције су Дирихлеове L-функције, које садрже Риманову зета-функцију као посебан случај. Док су у Дирихлеовом реду који одговара Римановој зета-функцији сви {\displaystyle \lambda }-коефицијенти једнаки 1, код Дирихлеових L-функција они се дефинишу помоћу Дирихлеовог карактера. Они тако узимају комплексне вредности са апсолутном вредношћу 1 или су једнаки 0. Нека је за {\displaystyle \textstyle m\in \mathbb {N} } дат Дирихлеов карактер модула {\displaystyle \textstyle m}
{\displaystyle \chi :(\mathbb {Z} /m)^{\times }\longrightarrow S^{1}:=\{z\in \mathbb {C} :|z|=1\}}
тј. групни хомоморфизам из групе елемената инвертибилних у односу на множење у прстену остатака {\displaystyle \textstyle \mathbb {Z} /m} у кружну групу {\displaystyle \textstyle S^{1}} комплексних бројева са апсолутном вредношћу 1. Такав Дирихлеов карактер {\displaystyle \textstyle \chi } назива се примитиван, а {\displaystyle \textstyle m} кондуктор од {\displaystyle \textstyle \chi }, ако он већ не произилази из композиције
{\displaystyle (\mathbb {Z} /m)^{\times }\longrightarrow (\mathbb {Z} /m')^{\times }\;{\stackrel {\chi '}{\longrightarrow }}\;S^{1}}
из Дирихлеовог карактера {\displaystyle \textstyle \chi '} модула {\displaystyle \textstyle m'} са правим делитељем {\displaystyle \textstyle m'} од {\displaystyle \textstyle m}. Помоћу таквог Дирихлеовог карактера {\displaystyle \textstyle \chi } дефинише се следеће пресликавање, које се такође означава са {\displaystyle \textstyle \chi } и назива Дирихлеов карактер модула {\displaystyle \textstyle m}:
{\displaystyle \chi :{\text{ }}\mathbb {Z} \to \mathbb {C} ,{\text{  }}\chi (n)={\begin{cases}\chi (n\operatorname {mod} m)&{\text{falls}}\quad \operatorname {ggT} (n,m)=1\\0&{\text{falls}}\quad \operatorname {ggT} (n,m)>1.\end{cases}}}
Тривијални Дирихлеови карактери {\displaystyle \textstyle \chi ^{0}} модула {\displaystyle m} имају вредност функције 1 ако је {\displaystyle \textstyle \operatorname {ggT} (n,m)=1}, а иначе 0. Тривијални Дирихлеов карактер модула 1 назива се главни карактер. Он задовољава {\displaystyle \chi (n)=1} за све {\displaystyle n\in \mathbb {N} }.
Ако је сада {\displaystyle \textstyle \chi :\mathbb {Z} \to \mathbb {C} } примитивни Дирихлеов карактер модула {\displaystyle \textstyle m}, онда се овом аритметичком објекту {\displaystyle \chi } придружује L-функција на следећи начин: Са
{\displaystyle \lambda (\chi ,n):=\chi (n)}
конвергира Дирихлеов ред (такође назван Дирихлеова L-вредност)
{\displaystyle L(\chi ,s):=\sum _{n\in \mathbb {N} }{\frac {\lambda (\chi ,n)}{n^{s}}}=\sum _{n\in \mathbb {N} }{\frac {\chi (n)}{n^{s}}}}
за {\displaystyle \textstyle \Re (s)>1} апсолутно.
Са локалним параметрима у {\displaystyle \textstyle p}
{\displaystyle \alpha (\chi ,p):=\chi (p)}
ово важи и за припадајући Ојлеров производ, па имамо идентитет
{\displaystyle L(\chi ,s)=\sum _{n\in \mathbb {N} }{\frac {\chi (n)}{n^{s}}}=\prod _{p\in \mathbb {P} }(1-\chi (p)p^{-s})^{-1}}
за {\displaystyle \textstyle \Re (s)>1}. Као и код Риманове зета-функције,
{\displaystyle d=1}
је степен Ојлеровог производа. Ако се стави {\displaystyle \textstyle \kappa =0} ако је {\displaystyle \textstyle \chi (-1)=1} (у том случају се {\displaystyle \textstyle \chi } назива паран), и {\displaystyle \textstyle \kappa =1} ако је {\displaystyle \textstyle \chi (-1)=-1} (у том случају се {\displaystyle \textstyle \chi } назива непаран), онда је
{\displaystyle \gamma (\chi ,s)=\pi ^{-{\frac {s}{2}}}\,\Gamma \left({\frac {s+\kappa }{2}}\right)}
гама-фактор придружен {\displaystyle \textstyle \chi }. То {\displaystyle \textstyle \kappa \in \{0,1\}} је дакле локални параметар на бесконачној простој тачки.
Кондуктор {\displaystyle \textstyle m} примитивног Дирихлеовог карактера {\displaystyle \textstyle \chi } је такође кондуктор Дирихлеове L-функције:
{\displaystyle q(\chi )=m}.
Комплетирана Дирихлеова L-функција стога има облик
{\displaystyle \Lambda (\chi ,s):=q(\chi )^{\frac {s}{2}}\gamma (\chi ,s)L(\chi ,s)=\left({\frac {m}{\pi }}\right)^{\frac {s}{2}}\Gamma \left({\frac {s+\kappa }{2}}\right)\sum _{n\in \mathbb {N} }{\frac {\chi (n)}{n^{s}}},}
дефиниција која важи само за {\displaystyle \textstyle \Re (s)>1}, пошто само ту конвергира коришћени Дирихлеов ред. Таква комплетирана Дирихлеова L-функција се може аналитички наставити на {\displaystyle \textstyle \mathbb {C} }. При томе настаје цела функција ако је {\displaystyle \textstyle \chi } нетривијални Дирихлеов карактер.
Иначе, настављена функција има прост пол у {\displaystyle \textstyle s=1} са резидуумом 1. Дуални објекат од {\displaystyle \textstyle \chi } је {\displaystyle {\overline {\chi }}}, дакле онај Дирихлеов карактер који настаје из {\displaystyle \textstyle \chi } комплексном конјугацијом вредности функције {\displaystyle \textstyle \chi }, тј.
{\displaystyle \textstyle {\overline {\chi }}(n)={\overline {\chi (n)}}}
за све {\displaystyle \textstyle n\in \mathbb {N} }. Коренски број {\displaystyle \textstyle \epsilon (\chi )} се може израчунати помоћу Гаусове суме
{\displaystyle \tau (\chi )=\sum _{x\operatorname {mod} q(\chi )}\chi (x)\exp(2\pi ix/q(\chi ))}
у којој се сумација протеже преко свих класа остатака модула кондуктора {\displaystyle \textstyle q(\chi )=m}, а {\displaystyle \textstyle \pi } је број пи, {\displaystyle \textstyle i} имагинарна јединица и {\displaystyle \exp } експоненцијална функција. Са
{\displaystyle \epsilon (\chi )={\begin{cases}{\frac {\tau (\chi )}{\sqrt {q(\chi )}}}&{\text{falls}}\quad \chi (-1)=1\\{\frac {\tau (\chi )}{i{\sqrt {q(\chi )}}}}&{\text{falls}}\quad \chi (-1)=-1\end{cases}}}
настављена, комплетирана Дирихлеова L-функција задовољава функционалну једначину
{\displaystyle \Lambda (\chi ,s)=\epsilon (\chi )\Lambda ({\overline {\chi }},1-s).}
Како се захтева од коренских бројева, {\displaystyle \textstyle |\epsilon (\chi )|=1}, јер је {\displaystyle \textstyle |\tau (\chi )|={\sqrt {q(\chi )}}}.
Дирихлеове L-функције укључују Риманову зета-функцију, јер она настаје из тривијалног Дирихлеовог карактера модула 1, дакле главног карактера.
Немачки математичар Петер Густав Дирихле користио је 1837. године по њему назване Дирихлеове L-функције да би доказао Дирихлеову теорему о простим бројевима, по којој се у свакој аритметичкој прогресији
{\displaystyle a,a\pm n,a\pm 2n,a\pm 3n,\ldots ,{\text{ mit }}\operatorname {ggT} (a,n)=1,{\text{ wobei }}a,n\in \mathbb {N} ,}
тј. у свакој класи остатака {\displaystyle \textstyle a\operatorname {mod} n}, налази бесконачно много простих бројева.

Одлучујући аргумент у доказу Дирихлеове теореме о простим бројевима је сазнање да је {\displaystyle \textstyle \Lambda (\chi ,1)\neq 0} за сваки нетривијални Дирихлеов карактер {\displaystyle \textstyle \chi }.

### Дедекиндове L-функције
Риманова зета-функција се односи на поље {\displaystyle \textstyle \mathbb {Q} } рационалних бројева, најједноставније алгебарско поље бројева. Дедекиндове L-функције генерализују овај однос на произвољна алгебарска поља бројева. Нека је {\displaystyle K} алгебарско поље бројева и {\displaystyle n_{K}=[K:\mathbb {Q} ]\in \mathbb {N} } његов степен проширења над {\displaystyle \mathbb {Q} }. Нека је {\displaystyle {\mathcal {O}}_{K}} његов прстен целих бројева, а {\displaystyle d_{K}\in \mathbb {Z} } његова дискриминанта. Нека су {\displaystyle n_{1}\in \mathbb {N} _{0}} број реалних улагања и {\displaystyle n_{2}\in \mathbb {N} _{0}} број парова комплексних улагања од {\displaystyle K}. Тада је {\displaystyle n_{K}=n_{1}+2n_{2}}.
Дедекиндова L-функција (такође позната као Дедекиндова зета-функција) у односу на {\displaystyle K} је за {\displaystyle \Re (s)>1} дефинисана са
{\displaystyle \zeta _{K}(s):=L(K,s):=\sum _{0\neq {\mathfrak {a}}\subset {\mathcal {O}}_{K}}{\frac {1}{{\mathcal {N}}({\mathfrak {a}})^{s}}}.}
У суми, {\displaystyle {\mathfrak {a}}} пролази кроз сва ненулта, цела идеала од {\displaystyle {\mathcal {O}}_{K}}. {\displaystyle {\mathcal {N}}({\mathfrak {a}})\in \mathbb {N} } означава апсолутну норму од {\displaystyle {\mathfrak {a}}}. Коефицијенти Дирихлеовог реда
{\displaystyle \sum _{0\neq {\mathfrak {a}}\subset {\mathcal {O}}_{K}}{\frac {1}{{\mathcal {N}}({\mathfrak {a}})^{s}}}=\sum _{n\in \mathbb {N} }{\frac {\lambda (K,n)}{n^{s}}}}
су дакле:
{\displaystyle \lambda (K,n)=\#\{0\neq {\mathfrak {a}}\subset {\mathcal {O}}_{K}\mid {\mathcal {N}}({\mathfrak {a}})=n\}\in \mathbb {N} _{0}.}
Они за свако {\displaystyle n\in \mathbb {N} } дају број целих идеала од {\displaystyle {\mathcal {O}}_{K}} са апсолутном нормом {\displaystyle n}. Посебно, сви коефицијенти {\displaystyle \lambda (K,n)} су реални, па је {\displaystyle L(K,s)} самодуална. Овај Дирихлеов ред конвергира апсолутно за {\displaystyle \Re (s)>1}, као и одговарајући Ојлеров производ
{\displaystyle \prod _{0\neq {\mathfrak {p}}\subset {\mathcal {O}}_{K}}{\frac {1}{1-{\mathcal {N}}({\mathfrak {p}})^{-s}}}.}
Притом се производ протеже преко свих ненултих простих идеала {\displaystyle {\mathfrak {p}}} од {\displaystyle {\mathcal {O}}_{K}}. За {\displaystyle \Re (s)>1} важи идентитет
{\displaystyle L(K,s)=\sum _{0\neq {\mathfrak {a}}\subset {\mathcal {O}}_{K}}{\frac {1}{{\mathcal {N}}({\mathfrak {a}})^{s}}}=\sum _{n\in \mathbb {N} }{\frac {\lambda (K,n)}{n^{s}}}=\prod _{0\neq {\mathfrak {p}}\subset {\mathcal {O}}_{K}}{\frac {1}{1-{\mathcal {N}}({\mathfrak {p}})^{-s}}}.}
Степен Ојлеровог производа једнак је степену проширења поља {\displaystyle K/\mathbb {Q} }:
{\displaystyle d=[K:\mathbb {Q} ]=n_{K}.}
Гама-фактор за {\displaystyle L(K,s)} је:
{\displaystyle \gamma (K,s)=\pi ^{-{\frac {s\cdot n_{K}}{2}}}\,\Gamma \left({\frac {s}{2}}\right)^{n_{1}+n_{2}}\,\Gamma \left({\frac {s+1}{2}}\right)^{n_{2}}.}
Апсолутна вредност дискриминанте од {\displaystyle K} је кондуктор од {\displaystyle L(K,s)}:
{\displaystyle q(K)=|d_{K}|.}
Комплетна L-функција за {\displaystyle K} је за {\displaystyle \Re (s)>1} дата са
{\displaystyle \Lambda (K,s):=q(K)^{\frac {s}{2}}\,\gamma (K,s)\,L(K,s).}
Она има аналитички наставак на целу комплексну раван са простим половима у {\displaystyle s=0} и {\displaystyle s=1}. Дедекиндове L-функције увек имају коренски број 1, па је функционална једначина:
{\displaystyle \Lambda (K,s)=\Lambda (K,1-s).}

### Хекеове L-функције
Хекеове L-функције су заједничке генерализације Дирихлеових и Дедекиндових L-функција. Оне се односе на произвољна алгебарска поља бројева и зависе од одговарајућих карактера. Ерих Хеке је дефинисао ове L-функције помоћу такозваних Гресенкарактера (Größencharaktere). Модернији приступ користи иделске класне карактере.
Хекеове L-серије са Гресенкарактерима имају облик:
{\displaystyle L(\chi ,s)=\sum _{0\neq {\mathfrak {a}}\subset {\mathcal {O}}_{K}}{\frac {\chi ({\mathfrak {a}})}{{\mathcal {N}}({\mathfrak {a}})^{s}}}.}
Овде {\displaystyle K} означава алгебарско поље бројева, а {\displaystyle \chi } је Гресенкарактер, дефинисан на групи разломљених идеала {\displaystyle J^{\mathfrak {m}}} који су узајамно прости са целим идеалом {\displaystyle {\mathfrak {m}}}.
Модернија теорија користи иделске класне карактере дефинисане на иделској класној групи {\displaystyle \mathbb {A} ^{\times }/K^{\times }} поља {\displaystyle K}, где је {\displaystyle \mathbb {A} ^{\times }} иделска група, а {\displaystyle K^{\times }} група главних идела. Овај приступ омогућава дефинисање комплетне L-функције која има аналитички наставак и задовољава функционалну једначину.

### Артинове L-функције
Док се претходни примери L-функција директно односе на поља бројева, Артинове L-функције су придружене репрезентацијама Галоаове групе једног Галоаовог проширења поља. Нека је {\displaystyle E/K} Галоаово проширење поља бројева са Галоаовом групом {\displaystyle G:=G(E/K)}, и нека је {\displaystyle \rho :G\longrightarrow GL(V)} репрезентација од {\displaystyle G} на коначно-димензионалном комплексном векторском простору {\displaystyle V}.
Артинова L-серија за репрезентацију {\displaystyle (\rho ,V)} дефинисана је као Ојлеров производ:
{\displaystyle L(\rho ,s):=\prod _{0\neq {\mathfrak {p}}\subset {\mathcal {O}}_{K}}\operatorname {det} (1-\phi _{\mathfrak {P}}q_{\mathfrak {p}}^{-s};V^{I_{\mathfrak {P}}})^{-1}.}
Овде {\displaystyle \phi _{\mathfrak {P}}} означава Фробенијусов аутоморфизам, а {\displaystyle V^{I_{\mathfrak {P}}}} је подпростор од {\displaystyle V} фиксиран групом инерције. Производ се протеже преко свих простих идеала од {\displaystyle K}. Ова серија апсолутно конвергира за {\displaystyle \Re (s)>1}.
Артинове L-функције такође имају комплетну верзију {\displaystyle \Lambda (\rho ,s)} са гама-фактором, кондуктором и коренским бројем, и задовољавају функционалну једначину. Још увек недоказана Артинова претпоставка тврди да је свака Артинова L-функција (за нетривијалне иредуцибилне репрезентације) холоморфна на целој комплексној равни.

### Аутоморфне L-функције
Аутоморфне L-функције настају из аутоморфних форми и аутоморфних репрезентација. Пример је L-функција повезана са модуларном формом. Ако је {\displaystyle f(z)=\sum _{n=1}^{\infty }a(n)e^{2\pi inz}} касп форма тежине {\displaystyle k} за пуну модуларну групу, повезана L-функција је дата са:
{\displaystyle L(f,s)=\sum _{n=1}^{\infty }{\frac {a(n)}{n^{s}}}.}
Ова серија конвергира за {\displaystyle \Re (s)>{\frac {k+1}{2}}}. Хеке је показао да {\displaystyle L(f,s)} има аналитички наставак на целу комплексну раван и задовољава функционалну једначину која повезује {\displaystyle L(f,s)} са {\displaystyle L(f,k-s)}.
Ленглендсов програм предвиђа да свака Артинова L-функција одговара аутоморфној L-функцији, што би имплицирало Артинову претпоставку.

## Претпостављене особине
Очекује се да L-функције имају следећа својства:
1. **Положај нула и полова:** Информације о вредностима функције.
2. **Функционална једначина:** Симетрија у односу на вертикалну праву {\displaystyle \Re (s)={\text{const}}}.
3. **Специјалне вредности:** Интересантне вредности у целобројним тачкама, често повезане са алгебарским инваријантама.

Велика Риманова хипотеза тврди да све нетривијалне нуле било које L-функције леже на "критичној правој" {\displaystyle \Re (s)=1/2}. Статистичка својства расподеле нула су такође од великог интереса због њихове везе са теоријом случајних матрица и квантним хаосом.
Атле Селберг је 1989. године формулисао Селбергову класу, аксиоматски приступ који обухвата очекивана својства L-функција.